# رنجر ۶
رنجر ۶ (به انگلیسی: Ranger 6) یکی از کاوشگرهای فضایی ناسا است که به سوی کره ماه پرتاب شد.